# Henk Rijzinga
Henk Rijzinga (Uithuizen, 28 april 1946 – Amsterdam, 4 april 2013) was een Nederlands beeldend kunstenaar, actief als tekenaar, beeldhouwer en activist. Hij diende tweemaal als voorzitter van de Beroepsvereniging van Beeldende Kunstenaars (BBK).

## Levensloop
Rijzinga was geboren en getogen in Uithuizen. Op twintigjarige leeftijd in 1966 vestigde hij zich in Amsterdam, waar hij zich als autodidact ontwikkelde in de beeldende kunst. Rijzinga volgde nog wel lessen bij o.a. Henk Zomer, Renee Caré en Aart van Dobbenburgh. De Duitse expressionist Emil Nolde was voor hem een groot voorbeeld.
Hij was tot twee keer toe voorzitter van de Beroepsvereniging van Beeldende Kunstenaars (BBK) van 1980 tot 1982 als opvolger van Johan Blaeke, en na Bard Houtkamp nog een jaar in 1984-85 na de plotselinge terugtreding van de Houtkamp. Hij werd zelf opgevolgd door Frits Linnemann.

## Exposities, een selectie
- 1974. Expositie van schilderijen, aquarellen, tekeningen v. h. Groningerland, Doopsgezinde kerk Uithuizen.[8]
- 1975. Henk Rijzinga, oliepastels en tekeningen, Proeflokaal Hooghoudt Groningen.[9]
- 1986. Kunst aan de Galg tegen stopzetting BKR. Haagse Zuiderpark.
- 1987. Henk Rijzinga collages/assemblages in pasteltechniek, Artigalerie Amsterdam.[10]

## Galerie

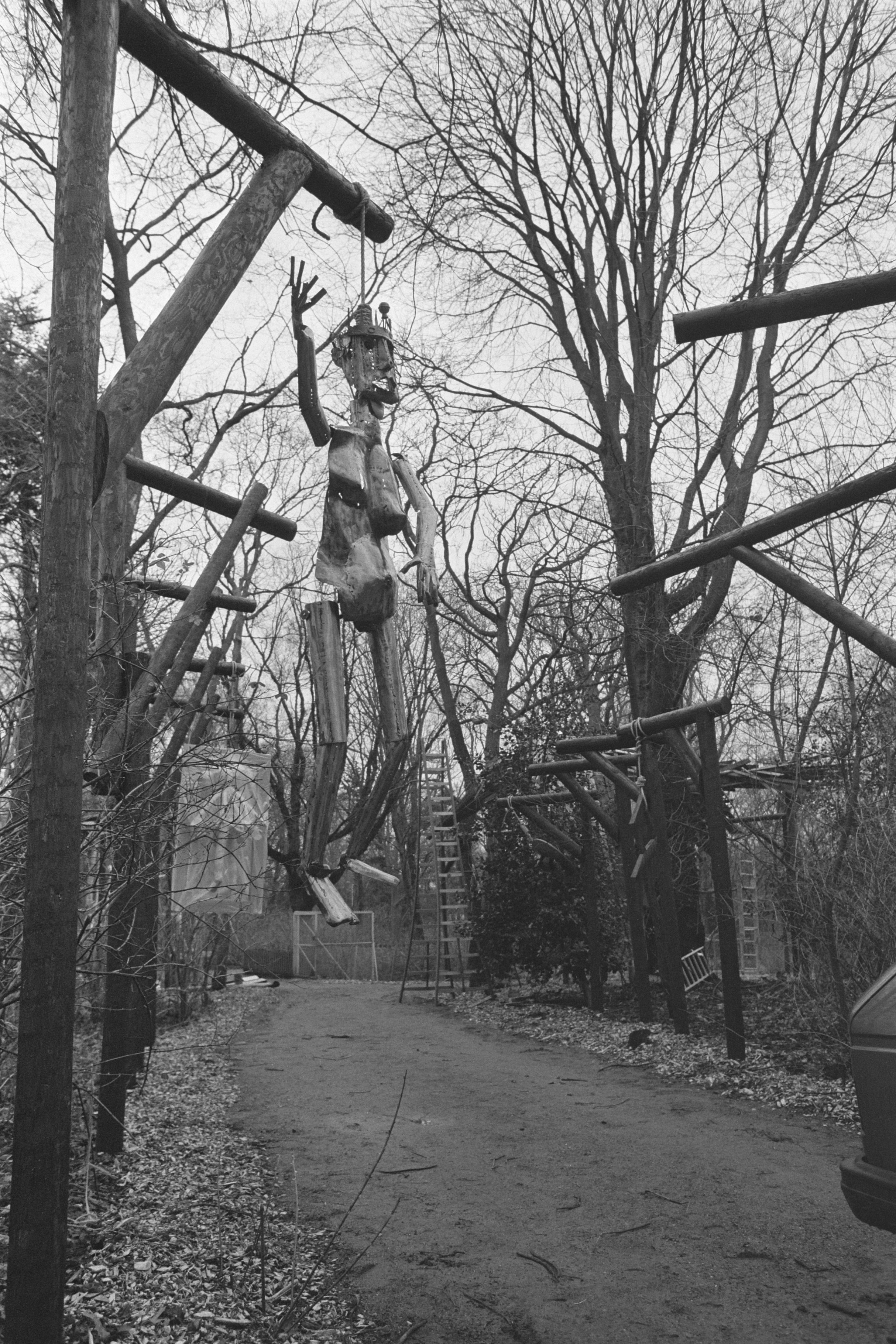
Kunstenaarsproject Kunst aan de Galg (1986)
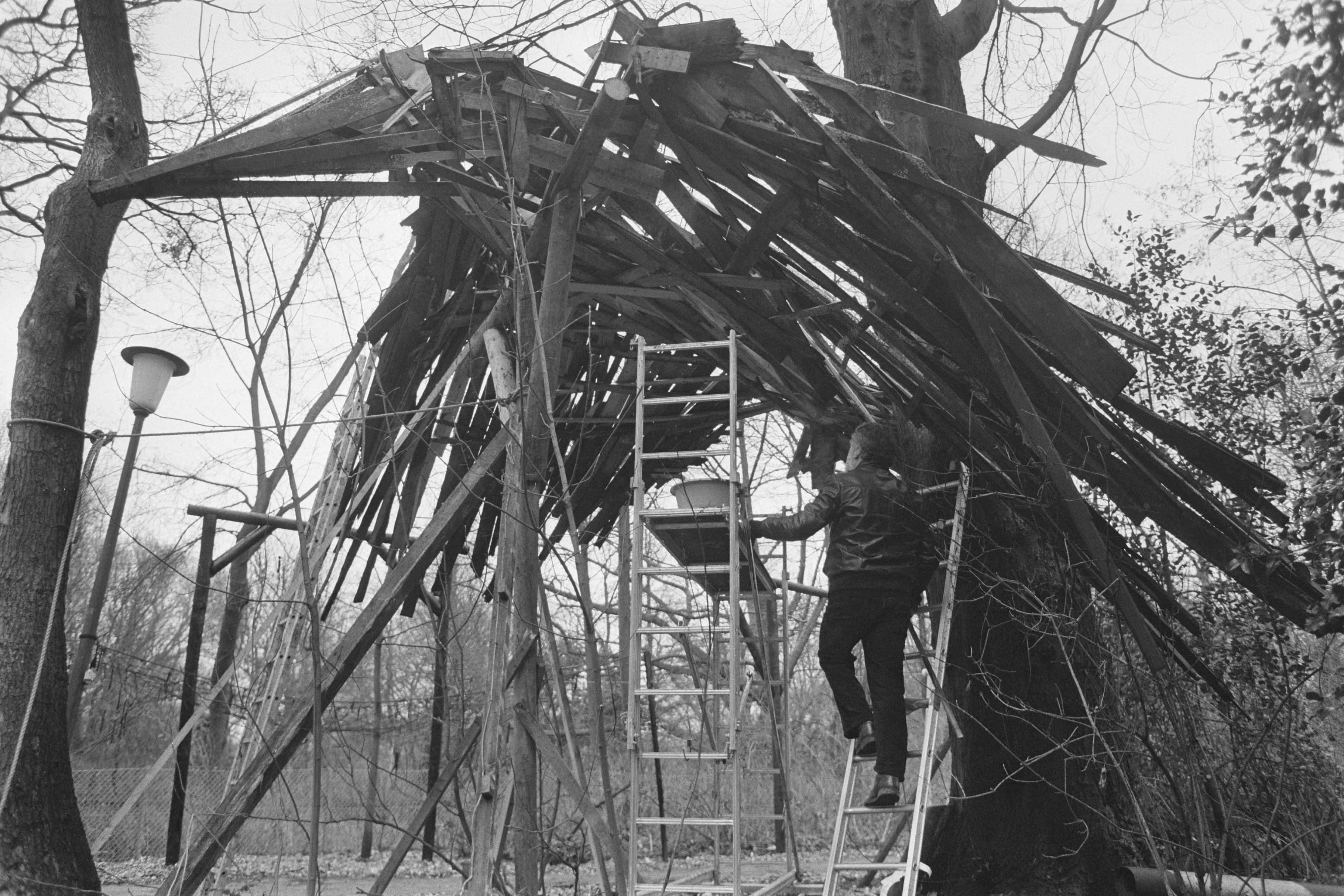
Kunstenaarsproject Kunst aan de Galg (1986)
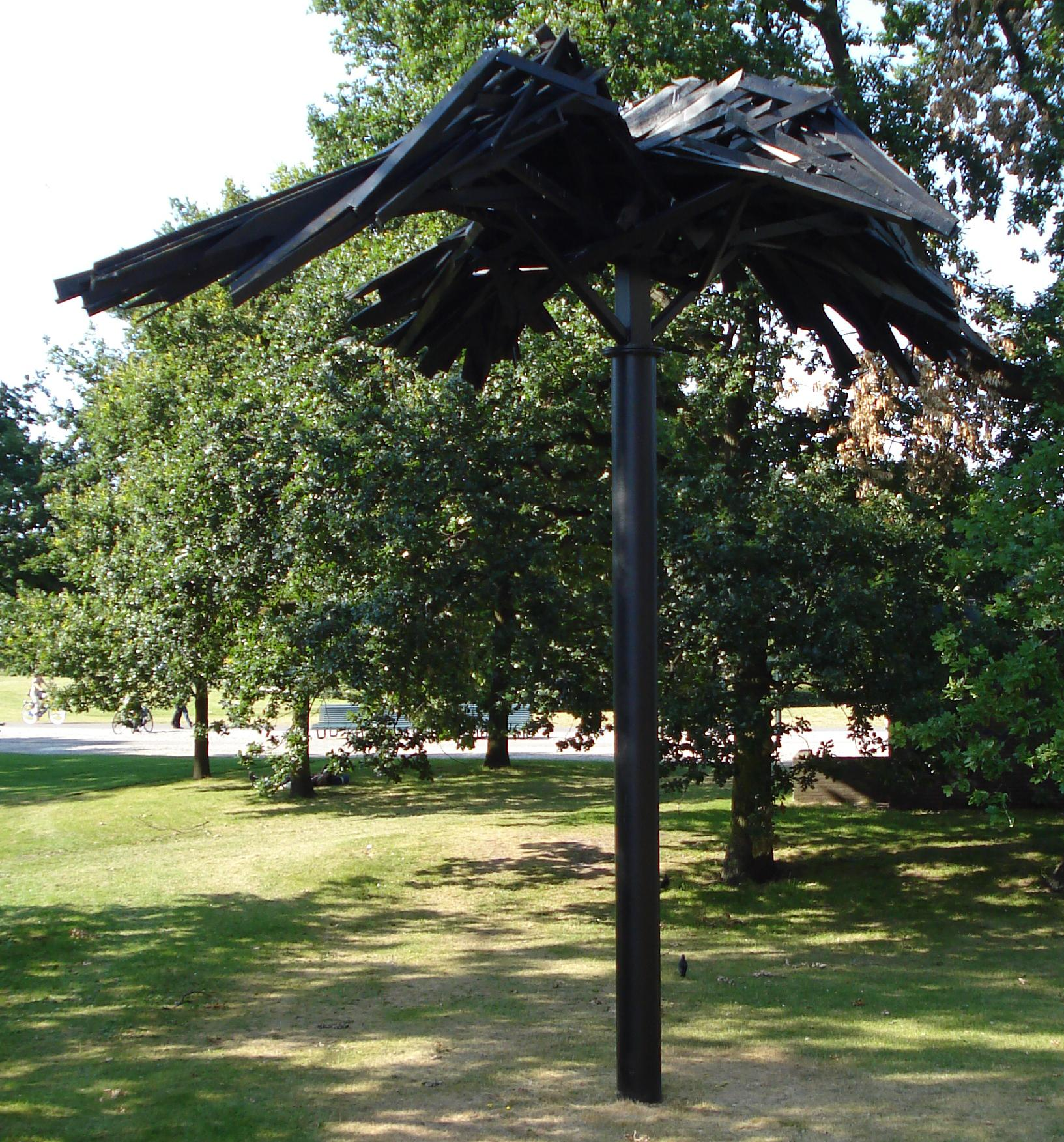
Gerry de Kraai, Den Haag
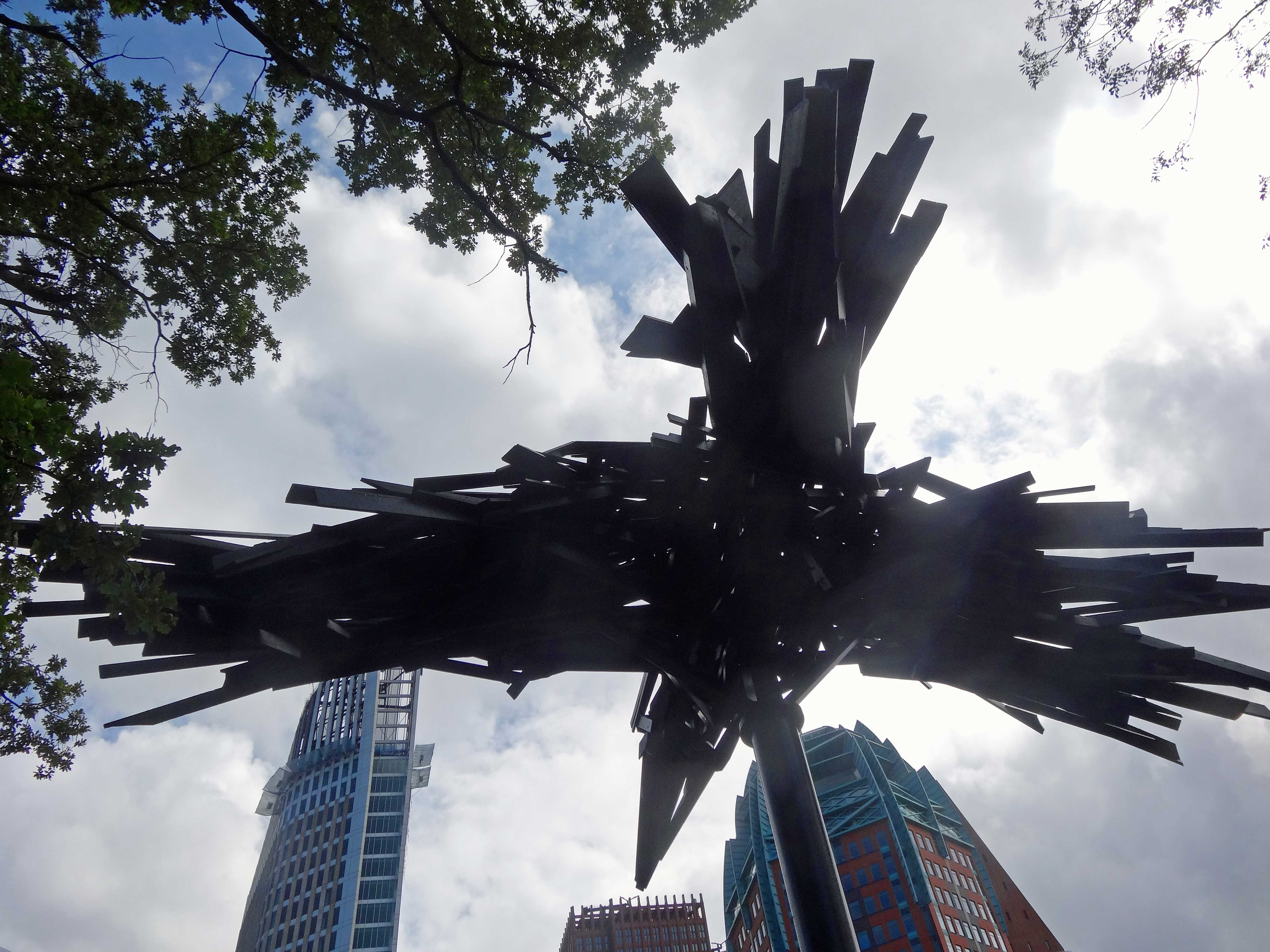
Gerry de Kraai, Den Haag